# Zierliche Atlantikstachelratte

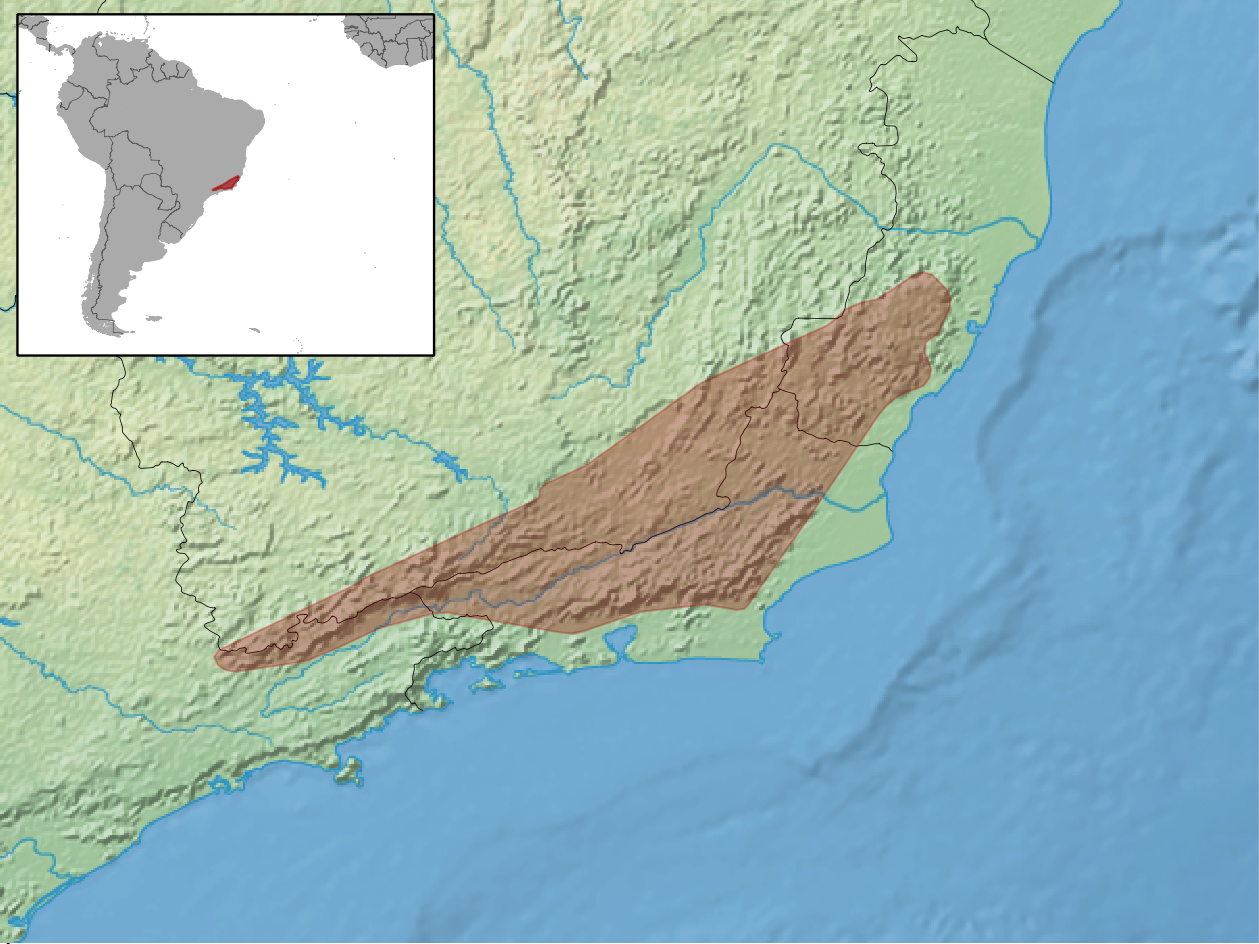
Verbreitungsgebiet der Zierlichen Atlantikstachelratte

Die im östlichen Brasilien verbreitete Zierliche Atlantikstachelratte (Trinomys gratiosus) ist ein Nagetier in der Gattung der Atlantikstachelratten. Die Population wurde noch bis in die frühen 2000er Jahre zur Ihering-Atlantikstachelratte (Trinomys iheringi) gezählt.

## Merkmale
Dieser mittelgroße Gattungsvertreter erreicht eine Kopf-Rumpf-Länge von 162 bis 232 mm, eine Schwanzlänge von 150 bis 220 mm und Gewicht von 160 bis 270 g. Die Hinterfüße sind 41 bis 57 mm lang und die Länge der Ohren liegt bei 21 bis 36 mm. Die längsten Deckhaare befinden sich hauptsächlich auf dem Rücken und sind dunkler als die anderen Haare. Sie haben eine graue Basis, einen schwarzen Mittelteil und braune Spitzen. So ergibt sich oberseits eine ockerbraune bis gelbbraune Färbung, die deutlich von der weißlichen Unterseite getrennt ist. Zusätzlich ist der Schwanz in eine braune Oberseite und eine weiße Unterseite aufgeteilt. Am Ende kommt keine Quaste vor. Trotz der Verwandtschaft zu anderen Stachelratten sind keine Stacheln vorhanden. Abweichende Details des Schädels und des männlichen Penisknochens unterscheiden die Art von nahen Verwandten.

## Verbreitung und Lebensweise
Die Zierliche Atlantikstachelratte lebt im Hügel- und Bergland der brasilianischen Bundesstaaten Espírito Santo, Minas Gerais sowie Rio de Janeiro und erreicht nicht den Atlantik. Sie hält sich in Regionen auf, die mindestens 600 Meter über dem Meer liegen. Die Exemplare bewohnen die Ökoregion Mata Atlântica und Regenwälder. Typisch sind etwa 20 Meter hohe Bäume, wenige gestürzte Bäume, steile Böschungen, viele  Klippen sowie eine Vielzahl von Kletterpflanzen und Bromelien auf den Bäumen.
Trächtige Weibchen und Jungtiere wurden meist im April und September registriert. Pro Wurf kommen ein oder zwei Nachkommen vor. Angaben zur Ernährung und zur Aktivität fehlen.

## Gefährdung
Für den Bestand liegen keine Bedrohungen vor und die Gesamtpopulation wird als groß eingeschätzt. Die IUCN listet die Art als nicht gefährdet (least concern).